# Wibaux
Pour les articles homonymes, voir Wibaux (homonymie).
La ville de Wibaux (en anglais [ˈwiːboʊ]) est le siège du comté de Wibaux, dans l’État du Montana, aux États-Unis. Sa population s’élevait à 589 habitants lors du recensement de 2010, estimée à 649 habitants en 2016.

## Histoire
Wibaux a changé plusieurs fois de nom (Keith, Beaver, Mingusville) avant d’adopter son nom actuel en 1895. La localité a été nommée en hommage au propriétaire terrien Pierre Wibaux, qui avait émigré de France en 1883. Originaire de la bourgade de Verlinghem proche de Lille, la famille Wibaux est liée depuis le début du XVIIIe siècle à la ville de Roubaix où elle s'investit dans l'industrie textile. Abandonnant son destin de reprise de l'usine textile familiale auquel avait souhaité le préparer son père en l'envoyant apprendre les nouvelles techniques employées en Angleterre, Pierre Wibaux, sur recommandations de ses amis anglais, décide de se lancer dans l'élevage de bovins dans les grandes plaines américaines. Il s'installe avec Nelly Cooper, sa femme rencontrée en Angleterre, à partir de 1883 au plein cœur du Montana pour développer le ranch W. L'ancienne Mingusville à 14 miles du ranch, décida en 1895 de prendre son nom en l'honneur des investissements réalisés incluant une statue de lui-même « dominant le pays que j'aimais tant ». Elle se trouve à l'ouest de la ville tournée vers le nord en direction du ranch. Pierre Wibaux gérait 65 000 têtes de bétail avant de céder son affaire au comté de Wibaux et de déménager pour Miles City au Montana.

## Transport
L'aéroport le plus proche est Glendive, situé 50 km à l'ouest.